# رادوینگا
رادوینگا (به صربی: Radoinja) یک منطقهٔ مسکونی در صربستان است که در نووا واروش واقع شده‌است. رادوینگا ۶۹۰ نفر جمعیت دارد.